# Campeonato Mundial de Atletismo Júnior de 1996

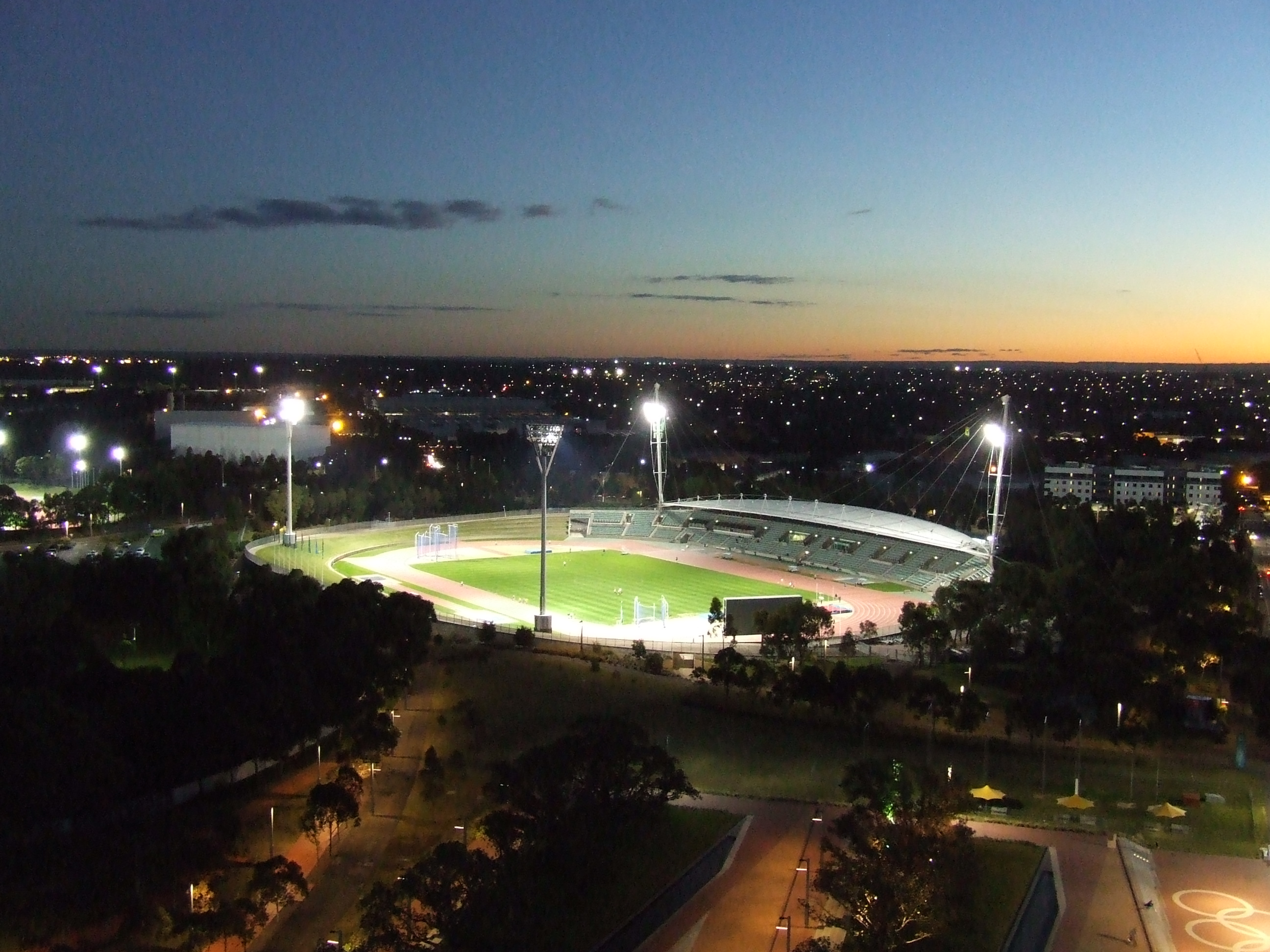
Concentração noturna de atletismo no Parque Olímpico de Sydney, palco do Campeonato Mundial de Atletismo Júnior de 1996 (foto de 2008)

O Campeonato Mundial de Atletismo Júnior de 1996 foi a sexta edição do Campeonato Mundial de Atletismo Júnior. Foi realizado em Sydney, Austrália entre 20 e 25 de agosto.

## Resultados

### Masculino
| Evento                | Ouro                                 | Ouro        | Prata                                                   | Prata    | Bronze                          | Bronze   |
| --------------------- | ------------------------------------ | ----------- | ------------------------------------------------------- | -------- | ------------------------------- | -------- |
| 100 m                 | Francis Obikwelu · Nigéria           | 10.21       | Seun Ogunkoya · Nigéria                                 | 10.25    | Francesco Scuderi · Itália      | 10.43    |
| 200 m                 | Francis Obikwelu · Nigéria           | 20.47       | Riaan Dempers · África do Sul                           | 20.96    | Bryan Harrison · Estados Unidos | 21.10    |
| 400 m                 | Obea Moore · Estados Unidos          | 45.27       | Jerome Davis · Estados Unidos                           | 45.86    | Shane Niemi · Canadá            | 45.94    |
| 800 m                 | Joseph Mutua · Quénia                | 1:48.21     | Tom Lerwill · Grã-Bretanha                              | 1:48.40  | Grant Cremer · Austrália        | 1:48.46  |
| 1500 m                | Shadrack Langat · Quénia             | 3:38.96     | Mohamed Yagoub Babiker · Sudão                          | 3:39.17  | Miloud Abaoub · Argélia         | 3:39.37  |
| 5000 m                | Assefa Mezegebu · Etiópia            | 13:35.30 CR | David Chelule · Quénia                                  | 13:36.27 | Aaron Gabonewe · África do Sul  | 13:46.19 |
| 10 000 m              | Assefa Mezegebu · Etiópia            | 28:27.78    | David Chelule · Quénia                                  | 28:29.14 | Tetsuhiro Furuta · Japão        | 28:31.61 |
| 110 m B               | Yoel Hernández · Cuba                | 13.83       | Tomasz Scigaczewski · Polónia                           | 13.88    | Jovesa Naivalu · Fiji           | 13.91    |
| 400 m B               | Mubarak Al-Nubi · Catar              | 49.07 CR    | Llewellyn Herbert · África do Sul                       | 49.15    | Angelo Taylor · Estados Unidos  | 50.18    |
| 3000 m Obs.           | Julius Chelule · Quénia              | 8:33.09     | Kipkurui Misoi · Quénia                                 | 8:33.31  | Ali Ezzine · Marrocos           | 8:35.60  |
| Marcha atlética 10 km | Francisco Javier Fernández · Espanha | 40:38.25    | David Márquez · Espanha                                 | 41:03.73 | Nathan Deakes · Austrália       | 41:11.44 |
| 4 x 100 metros        | Estados Unidos                       | 39.36       | França                                                  | 39.47    | Austrália                       | 39.62    |
| 4 x 400 metros        | Estados Unidos                       | 3:03.65     | Japão                                                   | 3:06.01  | Reino Unido                     | 3:06.76  |
| Salto em altura       | Mark Boswell · Canadá                | 2.24        | Ben Challenger · Grã-Bretanha · Svatoslav Ton · Chéquia | 2.21     |                                 |          |
| Salto com vara        | Paul Burgess · Austrália             | 5.35        | Patrik Kristiansson · Suécia                            | 5.30     | Danny Ecker · Alemanha          | 5.30     |
| Salto em distância    | Olexiy Lukashevych · Ucrânia         | 7.91        | Raúl Fernández · Espanha                                | 7.75     | Nathan Morgan · Grã-Bretanha    | 7.74     |
| Salto triplo          | René Hernández · Cuba                | 16.50       | Michael Calvo · Cuba                                    | 16.17    | Ionut Punga · Roménia           | 16.15    |
| Arremesso de peso     | Ralf Bartels · Alemanha              | 18.71       | Justin Anlezark · Austrália                             | 18.21    | Clay Cross · Austrália          | 17.69    |
| Disco                 | Casey Malone · Estados Unidos        | 56.22       | Roland Varga · Hungria                                  | 55.20    | Frank Casañas · Cuba            | 54.86    |
| Dardo                 | Sergey Voynov · Uzbequistão          | 79.78       | Harri Haatainen · Finlândia                             | 76.12    | Steven Madeo · Austrália        | 73.88    |
| Martelo               | Maciej Palyszko · Polónia            | 71.24       | Vadim Devyatovskiy · Bielorrússia                       | 70.88    | Roman Konevtsov · Rússia        | 70.32    |
| Decatlo               | Attila Zsivóczky · Hungria           | 7582        | Dean Macey · Grã-Bretanha                               | 7480     | Chiel Warners · Países Baixos   | 7368     |

### Feminino
| Evento               | Ouro                          | Ouro     | Prata                            | Prata    | Bronze                         | Bronze   |
| -------------------- | ----------------------------- | -------- | -------------------------------- | -------- | ------------------------------ | -------- |
| 100 m                | Nora Ivanova · Bulgária       | 11.32    | Andrea Anderson · Estados Unidos | 11.43    | Esther Möller · Alemanha       | 11.46    |
| 200 m                | Sylviane Félix · França       | 23.16    | Lauren Hewitt · Austrália        | 23.32    | Nora Ivanova · Bulgária        | 23.59    |
| 400 m                | Andreea Barlacu · Roménia     | 52.32    | Suziann Reid · Estados Unidos    | 53.17    | Rosemary Hayward · Austrália   | 53.28    |
| 800 m                | Claudia Gesell · Alemanha     | 2:02.67  | Kathleen Friedrich · Alemanha    | 2:02.70  | Jebet Langat · Quénia          | 2:03.21  |
| 1500 m               | Kutre Dulecha · Etiópia       | 4:08.65  | Jackline Maranga · Quénia        | 4:08.98  | Shura Hutesa · Etiópia         | 4:09.49  |
| 3000 m               | Anita Weyermann · Suíça       | 8:50.73  | Edna Kiplagat · Quénia           | 8:53.06  | Etaferahu Tarekegne · Etiópia  | 8:53.77  |
| 5000 m               | Ayelech Worku · Etiópia       | 15:40.03 | Olivera Jevtić · Iugoslávia      | 15:40.59 | Cristina Iloc · Roménia        | 15:41.44 |
| 100 m B              | Joyce Bates · Estados Unidos  | 13.27    | Glory Alozie · Nigéria           | 13.30    | Tan Yali · China               | 13.37    |
| 400 m B              | Ulrike Urbansky · Alemanha    | 56.65    | Vicki Jamison · Grã-Bretanha     | 57.57    | Tanya Jarrett · Jamaica        | 57.91    |
| Marcha atlética 5 km | Irina Stankina · Rússia       | 21:31.85 | Olga Panfyorova · Rússia         | 21:52.27 | Claudia Iovan · Roménia        | 21:57.11 |
| 4 x 100 metros       | Estados Unidos                | 43.79    | Jamaica                          | 44.26    | Alemanha                       | 44.57    |
| 4 x 400 metros       | Alemanha                      | 3:31.12  | Roménia                          | 3:32.16  | Austrália                      | 3:32.47  |
| Salto em altura      | Yuliya Lyakhova · Rússia      | 1.93     | Dóra Györffy · Hungria           | 1.91     | Svetlana Lapina · Rússia       | 1.91     |
| Salto em distância   | Guan Yingnan · China          | 6.53     | Cristina Nicolau · Roménia       | 6.47     | Johanna Halkoaho · Finlândia   | 6.38     |
| Salto triplo         | Tereza Marinova · Bulgária    | 14.62 CR | Cristina Nicolau · Roménia       | 13.64    | Adelina Gavrila · Roménia      | 13.50    |
| Arremesso de peso    | Song Feina · China            | 16.58    | Nadine Beckel · Alemanha         | 16.39    | Yelena Ivanenko · Bielorrússia | 16.22    |
| Disco                | Ma Shuli · China              | 56.32    | Seilala Sua · Estados Unidos     | 56.32    | Zhang Yaqing · China           | 55.70    |
| Dardo                | Osleidys Menéndez · Cuba      | 60.96    | Nikolett Szabó · Hungria         | 58.34    | Bina Ramesh · França           | 57.70    |
| Heptatlo             | Yelizaveta Shalygina · Rússia | 5711     | Johanna Halkoaho · Finlândia     | 5656     | Hana Doleželová · China        | 5504     |